# Фо (река)
Фо (фр. Faux) — река в департаменте Арденны региона Гранд-Эст на северо-востоке Франции. Левый приток Мааса, впадающего в Северное море. Небольшая, но полноводная река, на которой расположено водохранилище Вьей-Форж.

## География
Протяжённость реки — 19,4 км. Источник расположен на востоке от коммуны Ле-Мазюр в западной части природного Арденского массива в департаменте Арденны к югу от франко-бельгийской границы на высоте 368 м над уровнем моря. Река протекает на юг, затем поворачивает к северу и северо-востоку.
Впадает как левый приток в Маас в Ревене на высоте 129 м над уровнем моря. Фо питается многочисленными и полноводными ручьями, которые спускаются из части массива Арденн, называемой массивом Рокруа.
Фо пересекает Бур-Фиделе и Ревен, но основная часть реки проходит в лесу.

### Пересекаемые коммуны
Фо протекает по двум департаментам через 7 коммун: Ле-Мазюр (источник), Сешваль, Ранве, Арси, Рокруа и Ревен (устье).

### Гидрография
Фо пересекает четыре гидрографические зоны, площадь водосбора реки составляет 97 км². Этот водосбор состоит из 77,65 % лесов и полуприродной среды, 16,37 % сельскохозяйственных угодий, 2,80 % водных объектов и 2,77 % окультуренных земель.

## Притоки
Фо имеет 7 притоков: ручьи Эрбо, Кювизо, Нуар, Гало, Мари, Мулен и Шам-Флёри.

## Гидрология
Бассейн Фо почти полностью расположен в районе с большим количеством осадков. Модуль реки в месте впадения в Маас составляет 1,78 м³/с при относительно небольшой площади водосбора всего 96,9 км².

## Достопримечательности
- Леса Потес, Арси, Юе. Многочисленные ручьи с чистой водой.
- Долина Мизер.
- Берюль и водохранилище Вьей-Форж.
- Рокруа с фортификационными сооружениями.
- Ревен, церковь Нотр-Дам